# François-Alexandre Seillière
Pour les autres membres de la famille, voir Famille Seillière.
Le baron François-Alexandre Seillière (1782-1850) est un industriel, négociant et banquier français.

## Biographie
François-Alexandre Seillière est le fils de Jeanne Françoise Chevalier (1747-1802) et Florentin Seillière, qui avait créé en 1776 une manufacture de drap à Pierrepont (Meurthe-et-Moselle) et s'était s’installé en 1795 comme banquier à Nancy. 
Son frère aîné Nicolas Seillière (1770-1844) partit à Paris en 1798 pour installer une antenne de la banque, rue des Moulins, dans le premier arrondissement. François-Alexandre Seillière (1782-1850) le rejoignit et fonda avec lui en 1808 la Banque Seillière, installée rue Le Peletier (IXe), puis, en 1817, rue de Provence (IXe). L'établissement se spécialisa dans le recouvrement des créances publiques détenues par les entreprises travaillant pour les armées. François-Alexandre s’impliqua beaucoup dans l’industrie textile, finançant son oncle, Aimé-Benoît (1776-1860), propriétaire d’une filature mécanique de laine à Reims. Lui-même acheta une usine textile à Beauvais (Oise). Avec toutes leurs usines, les Seillière purent répondre à l’augmentation des commandes militaires, lors de l’expédition d’Espagne en 1823 et lors des campagnes d’Alger en 1830,.
Plus tard, François-Alexandre Seillière fit confiance à deux de ses employés, Adolphe et Eugène Schneider, qui devinrent ses associés. En 1836, quand les forges du Creusot des Wendel furent mises en vente, en faillite, l’entreprise Schneider, Boigues et Seillière remporta l’adjudication et François-Alexandre entra au capital de nombreuses sociétés ferroviaires, débouché naturel des entreprises sidérurgiques.
Il épouse la fille du régent de la Banque de France Guillaume Gibert, de qui lui vient le château de Saint-Agil. Il aura pour gendres le comte Henri Siméon, le comte François-Marie Taillepied de Bondy, le duc Eugène Joseph de Berghes Saint-Winoch (fils de Charles-Alphonse de Berghes-Saint-Winock) et le comte de Bordesoulle (fils d'Étienne Tardif de Pommeroux de Bordesoulle).
Son fils Florentin-Achille Seillière (1813-1873) devint un acteur important du secteur ferroviaire en 1852, via la Compagnie des Ardennes et de l'Oise, qui fusionna en 1864 avec la Compagnie de l'Est. Il aida les frères Pereire à fonder le Crédit mobilier, dont il devint administrateur puis participa à la création, en 1869, de la Banque de Paris, prolongement du Crédit mobilier, qui fusionna en 1872 avec la Société des dépôts et de crédit des Pays-Bas, pour donner la Banque de Paris et des Pays-Bas.